# 柳町 (仙台市)
柳町（やなぎまち）は宮城県仙台市にあった町丁。郵便番号は980。人口は666人、世帯数は196世帯（1965年10月1日現在）。丁目の設定のない単独町名であり、1970年（昭和45年）の住居表示実施により一番町一丁目の一部となった。旧陸奥国宮城郡仙台城下今柳町、仙台城下柳町、仙台区柳町。
伊達氏に従って米沢から岩出山に、次いで仙台市に移転しさらに移転して現在地に落ち着いた6つの御譜代町の一つで、24の町人町の中では5位につけたが、江戸時代から現在まで豪商や大店舗を見ない庶民的な商工業地である。1970年の住居表示で一番町一丁目に属して地図から消えたが、町内会が柳町でまとまり、街路に歴史的町名の表示がなされ、存在感を残している。2008年現在の世帯数は610。

## 概要

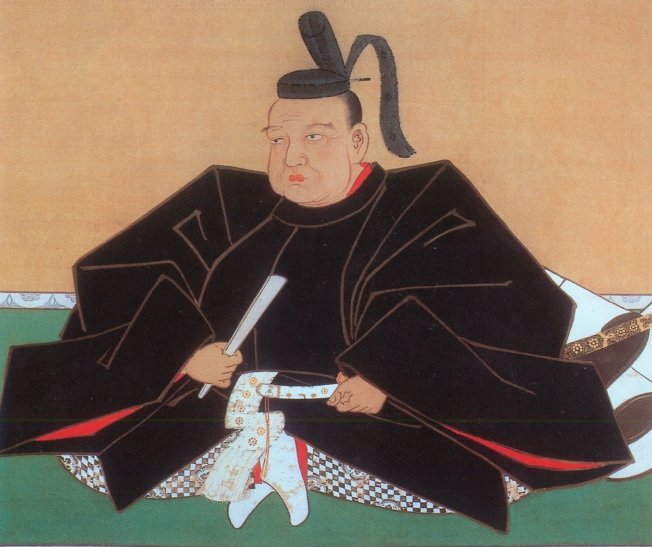
伊達政宗

柳町は、戦国大名伊達氏の城下町だった米沢に、米沢六町の一つとして作られた。成立時期は不明である。伊達政宗が豊臣秀吉の命で岩出山城に転じると、これに従って岩出山に移った。政宗が徳川家康の許可を得て仙台城を築いて本拠を移したとき、これに従って仙台に移転した。仙台でははじめ現在の西公園通の両側に町を作ったが、後に移転した。元の場所は元柳町（あるいは本柳町）と呼ばれて武家屋敷地になった。
南北に走る奥州街道が、城下町の中で東西に折れる箇所が、移転後の柳町である。東西に長い柳町の東の端から南に北目町が続き、西の端からは北に南町が続くというのが当時の街道の道筋である。この東西の道と、両側に並ぶ屋敷地がともに柳町と呼ばれた。かつての柳町通は、柳町に通じる道という意味で、柳町そのものではなく、柳町の東端から東に続く道であったが、現在では柳町まで含めた道路の名称になっている。反対側、南町との交差点から西に続くのは袋町と呼ばれ、どちらも武家屋敷が並んだ。柳町の真ん中に北から突き当たるのが、明治時代以後に中心商店街となる東一番丁（後の一番町）である。江戸時代には東一番丁は柳町で突き当たって終わっていた。
江戸時代の初期には九月日市の特権と、茶の独占販売権を与えられたが、いずれも17世紀のうちに廃止された。柳町は比較的小規模な商人と職人の町で、明治時代に入ってもこの性格は変わらなかった。1919年の南町大火、1945年の仙台空襲で全焼したが、その都度庶民的な商工業地として復活を果たした。
戦後復興では、五橋通という幅広い道路が、従来の道幅の柳町を真ん中で斜めに切る形で新たに作られた。1970年の住居表示施行で、柳町は一番町一丁目の一部になって消滅した。しかし町内会は旧来通り柳町会として続いている。歴史的通りや町名復活の運動があり、柳町の道標が設置されている。町の東端にある大日如来堂は、柳町が町ぐるみで祭ってきた仏堂で、毎年7月に祭礼がある。

## 歴史

### 柳町の移転

仙台市の主要街路

柳町は、戦国時代には伊達氏の本拠米沢にあった。年代不明の一史料には、柳町から槍53、鉄砲1、馬上4騎が出たことが記されており、町の住民が戦闘員として動員されたことがうかがえる。伊達政宗が豊臣秀吉に米沢を召し上げられて岩出山城に移転させられると、伊達氏に従って岩出山に移転した。その前に政宗は会津の黒川城（若松城）に本拠を移しているが、その時についていったかどうかは不明である。関ヶ原の戦いの後に政宗が仙台に居城を移すと、また従って移った。こうして伊達氏とともに転々とした町は全部で6つあり、御譜代町という。仙台の町人町には町列という序列があり、柳町は大町、肴町、南町、立町に次ぐ第5位とされた。
柳町は、はじめ城下の町人町の中で仙台城に近い位置に置かれた。現在の西公園通のうち、広瀬通との交差点から青葉通との交差点までである。その道と両側の屋敷地が柳町とされた。道の両側をあわせて町とするやり方では、辻（交差点）にある屋敷が二つの道のどちらに属するかが問題になる。柳町の場合、関係するすべての辻の角は、柳町に属した。
若林城が造営された寛永4年（1627年）か5年（1628年）頃に、柳町は南東の現在地に移転した。跡地は元柳町（本柳町）と呼ばれ、武家屋敷・職人屋敷が割り当てられた。若林城の方面への城下拡張とあわせて、街道筋から外れた元の場所が賑わいに欠けていたためではないかとされる。柳町は元柳町より短く、仙台の町人町の中でも短い部類に入るが、こうなった事情は不明である。

### 江戸時代

#### 商業特権
江戸時代初期の柳町は、御譜代町の特権として、6年に1度、九月御日市（九月日市）を立てた。6つの御譜代町が順番に9月の間主要17品目の売買を独占するもので、期間中は城下の商人も外から来た商人も柳町で店を借りて商売しなければならなかった。この特権は慶安4年（1651年）10月に廃止され、かわりに城下の商人から総額70貫480文の日市銭を徴収する権利が、6年交替でめぐってくることになった。
また別に、城下での茶の取引を独占する権利もあった。これも九月日市と同じく、その商売をするなら柳町に店を持つか借りるかしろ、というものであった。この特権は田町の紙独占が廃止された寛永18年（1641年）頃に廃止された。代償として、他の町で茶を商う者は月に銭150文を柳町に納めることになった。
柳町には小泉村に2貫501文の年貢半免の畑が与えられ、地元の農民に耕作させて町の収入の足しにしていた。

#### 行政と自治
江戸時代初期の柳町は、仙台の南北に分かれた町奉行のうち、南町奉行の支配を受けた。町奉行は月番制になったのでこの地域割りは短期間で終わった。
柳町には町役人として世襲の検断と肝入が置かれ、五人組が組織された。検断は戸祭氏が世襲したが、文政7年（1824年）には佐藤氏も見える。

#### 住民と生業
人口は嘉永5年（1852年）に506人とある。屋敷地・人口から繁栄度を測った推定では、町人町の中で柳町は中の上程度とされる。
仙台の中で柳町に偏る職業は、茶商と大工であったが、町が特定の職業で占められるほどではなく、職業構成は多様であった。藩が出す御判紙（営業許可書）に関する『御判紙方御用留』という史料には、魚屋は9（五十集7、五十集1、干肴1）、大工7、小間物4、塩3、茶3、桶屋2（桶1、桶店1）、油1、雑菓子1、畳刺1が柳町の者として見える。この史料では茶商が4人しか見えず、そのうち3人が柳町で占められるのは、柳町が茶の専売権をもったためであろう。大工の7人は他の町と比べると一番多いが、55人のうちの7人で特に集中していたわけではない。魚屋はどの町でも多かった。
他の御譜代町と比べると、柳町、荒町には富商が少なかったようだが、天明4年（1784年）に仙台藩が何度目かの藩札発行を始めたとき、柳町の三浦屋惣右衛門が両替所に指定された。他の例と同様に、この藩札は激しいインフレーションを招くだけの失敗に終わった。

#### 町並み
柳町には、時代によって変化があるが、約45軒の屋敷が割り出されていた。この一軒は道路に面した間口6間を基準に設定された標準的な屋敷地で、中には複数の建物と世帯があることが多かった。
柳町の道筋は、延長すると仙台城の本丸につきあたる位置にあった。柳町の西端は、町人町の中では大町の西端とならんで城を直視できる限られた場所であった。
開府当初の仙台の町屋は、ほとんどが草葺きか板葺きの屋根で、瓦葺きの家は時代が下るにつれ増加したと考えられている。しかしそれは火事で焼き払われては再建するというサイクルの中のことで、柳町は宝暦元年（1751年）には瓦葺きが多かったのが、文久2年（1862年）には板葺きばかりとなり、明治までそのままとなったようである。
近世日本の他の町と同様に、仙台も町の何割が焼き払われるという規模の大火にたびたび遭った。宝永4年2月13日（1707年3月16日）に北四番丁から出た大火では柳町がほぼ全焼した。他にも状況からみて柳町が大被害を受けたことが確実な大火は多い。江戸時代中期に仙台に町火消の制度が設けられると、柳町の火消しは消火には出動せず、馬を引いて避難させるという役目を与えられた。
柳町には大日堂という仏堂があって、町の守り神の役割を果たした。寺院としては修験道の教楽院があって大日堂の別当を務めた。

### 近現代

#### 明治時代の区割りの変遷
明治初め、まだ仙台藩が減封されながら存続していた頃、検断・肝入に代えて町人代が置かれると、柳町では今野長治が町人代に任命された。
廃藩置県後は、仙台の下位の行政区分は旧来の町をいくつか束ねたものになり、柳町を単位にしたまとまりは公的には一度なくなった。1872年（明治5年）に施行された大区小区制では、仙台は宮城県の第1大区になった。その中で、芭蕉の辻を境に、そこより南と東の旧町人町が小6区、北と西の旧町人町が小7区となった。柳町は芭蕉の辻の南に続く陸羽街道（奥州街道）に沿う町だから、小6区である。
1876年（明治9年）の改正では、仙台は宮城郡、名取郡、黒川郡とともに第2大区を構成し、柳町は仙台を三分割した南西部にあたる小7区に属した。
1878年（明治11年）、郡区町村編制法によって仙台区が設けられると、仙台区は行政の補助のために市内を5つの組に分割した。柳町は中東部を占める3番組に属した。
1886年（明治19年）に仙台市が56の組合を行政上の区域として置いたとき、柳町は南町とともに南町組を構成した。組は1889年（明治22年）に組合と改称した。
こうした様々な変遷を経て第2次世界大戦の敗戦を迎えたときには、柳町を単位とする柳町会としてまとまっていた。

#### 明治時代から昭和初期
幕末から明治にかけて教楽院に住んだ修験僧大日坊は、将棋の上手として知られていた。が、1892年（明治25年）に賭け将棋に負けて大日堂の土地を他人の手に渡してしまった。1896年（明治29年）に柳町の住民43人が共同で買い戻し、別に堂守を立てた。
明治の変革を経ても、柳町の相対的な地位に変化はなく、中小規模の商工業者の街としての性格を維持していた。明治中期の大きな工場としては、30人の女工を雇う山下機業場があった。近くの片平に、最終的に東北大学片平キャンパスとしてまとまる諸学校が設立され、東の柳町通りに東北学院中等部ができると、これに関連して、古本屋、印刷・製本所、珍しいところで実験器具を作るガラス加工など、学生・教育関連の店が増えた。柳町の子供は、片平丁小学校に通った。
東一番丁の突き当たりから南に突き抜ける伊勢屋新丁（伊勢屋新町）は、第二高等中学校の開校にともなって1889年（明治22年）に設けられた。一本西の柳町西端から南に出る道が古くからある伊勢屋横丁で、それにちなんだ名である。
1919年（大正8年）の南町大火で、柳町は125戸が罹災し、大日如来堂も含めほとんどすべての建物が焼けてしまった。火災からの復興後、1945年（昭和20年）の仙台空襲で、ふたたび全焼した。

#### 第2次世界大戦後、現在まで
戦後、仙台市は、幅が広い五橋通を従来の街路を斜めに横切る形で新設した。このとき柳町と東一番丁との交差点に五橋通りが斜めに通って六叉路になった。
1954年（昭和29年）に、柳生会の創立大会が作並温泉で開かれた。柳生会は後に柳町会と改称した町内会である。仙台市が住居表示を施行しようとしたとき、柳生会は伝統ある町名の消滅を嫌って反対した。しかし、1969年（昭和44年）に周辺ブロックを含めた新しい範囲の住民にアンケートを実施したところ、市役所が推す一番町のほうが支持を集めた。かくて1970年（昭和45年）2月1日に、柳町は新しく設けられた一番町一丁目の一部になった。
東北大学の北門に近い柳町は、学生運動が盛んになるとデモ街・デモ銀座などと呼ばれるようになった。1969年（昭和44年）10月10日には、東二番丁と南町通の交差点にトラック3台を倒してバリケードを築いた学生が、機動隊に追われて柳町交差点（柳町と東一番丁の交差点）退却してきた。学生は乗用車3台を倒してバリケードを築き、車に放火した。1971年（昭和46年）6月15日夜には、デモの終了後柳町に進出してバリケードを築いた学生と機動隊が交戦した。17日夜にも衝突があり、投石の流れ弾で窓や屋根瓦が破損し、店舗の従業員1人が負傷した。
柳町会の活動は、大日堂のお祭りの運営と密接に関わる面を持っていた。大日堂の運営母体である大日会は、折りに触れて柳町のために費用を負担した。1979年（昭和54年）の柳町集会所建設、1983年（昭和58年）のカラー歩道敷設、1989年（平成元年）の町名入街路灯の建設は、仙台市と柳町会の協同で成し遂げられた事業だが、費用の少なからぬ部分を大日会からの補助が占めた。
1970年代からは高層マンションが増加し、2000年代には世帯の7割がマンション住まいと推定されるようになった。町の表通りは昭和の頃とあまり変わらない商店街である。

### 年表
- 慶長6年（1601年） - 仙台に移転。
- 寛永4年（1627年）か5年（1628年）頃 - 柳町が現在地に移転。
- 寛永18年（1641年） 頃 - 茶の専売権廃止。
- 慶安4年（1651年）10月 - 九月日市廃止。
- 宝永4年2月13日（1707年3月16日）- 北四番丁から出火して仙台に大火。柳町も被害。
- 享保3年（1718年）4月7日 - 肴町から出火して仙台に大火。柳町も被害。
- 1872年（明治5年） - 宮城県第1大区小6区に属す。
- 1876年（明治9年） - 宮城県第2大区小7区に属す。
- 1878年（明治11年） - 仙台区3番組に属す。
- 1886年（明治19年） - 南町組合に属す。
- 1889年（明治22年） - 東一番丁南から新道開設（伊勢屋新町）。
- 1889年（明治22年）9月11日 - 大雨により大日堂から東二番丁までの北側が水浸しになった[42]。
- 1892年（明治25年）- 大日堂の別当大日坊が賭将棋で大日堂の土地を失った。
- 1896年（明治29年）- 大日堂の土地を買い戻した。
- 1919年（大正8年）3月2日 - 南町から出火して仙台に大火。柳町ほぼ全焼。
- 1922年（大正11年）10月10日 - 柳町自警団の設立。
- 1945年（昭和20年）7月10日 - 仙台空襲。柳町全焼。
- 1949年（昭和24年） - 大日堂復興期成会の結成[43]。
- 1952年（昭和27年） - 大日堂の着工。
- 1953年（昭和28年）7月17日 - 大日堂が落成。
- 1954年（昭和29年） - 柳生会創設。
- 1969年（昭和44年）10月10日 - 10・10統一行動の学生が柳町交差点にバリケード構築。夜に解散。
- 1971年（昭和46年）6月15日 - 学生がバリケードを構築し機動隊と交戦。柳町町内会役員の仲裁で夜に停止・解散。
- 1971年（昭和46年）6月17日 - 学生がバリケードを構築し機動隊と交戦。夜に解散。
- 1974年（昭和53年） - 柳町と教楽院丁の角に旧町名の辻標が立てられた[44]。
- 1979年（昭和54年）4月1日 - 柳町集会所の建設開始。
- 1979年（昭和54年）5月21日 - 柳町集会所上棟式。
- 1979年（昭和54年）7月20日 - 柳町集会所落成式。
- 1983年（昭和58年） - 柳町にカラー歩道。
- 1986年（昭和61年）4月 - 柳町会など6団体が仙台市長に「柳町通」の道路名復活を陳情。
- 1989年（平成元年） - 町名入り街路灯を設置。

### 町役人

#### 検断
- 戸祭仲右衛門 - 元禄6年（1693年）8月2日見[45]。
- 渡辺中左衛門（検断後見） - 元文2年（1737年）5月見[46]。
- 戸祭仲左衛門 - 宝暦11年（1761年）10月12日見[47]。
- 戸祭卯右衛門 - 文政5年（1822年）9月9日見?[48] - 文政7年（1824年）5月見[48]
- 佐藤龍助 - 文政12年（1829年）7月10日見[49]。
- 戸祭祐左衛門 - 嘉永5年（1852年）見[50] - 文久2年（1862年）4月見[51]。

#### 肝入
- 吉田三郎兵衛 - 享保4年（1719年）任 -  元文2年（1737年）5月見[46]。
- 加藤久蔵 - 文化5年（1808年）5月見[52] - 文政7年閏8月21日見[53]。
- 加藤久之助 - 嘉永3年（1850年）見[54]。

#### 町人代
- 今野長治 - 明治4年（1871年）3月任 - 明治5年（1872年）4月免?